# La Splendeur des Amberson (roman)
Cet article concerne le roman de Booth Tarkington. Pour le film d'Orson Welles, voir La Splendeur des Amberson (film).
La Splendeur des Amberson (titre original : The Magnificent Ambersons) est un roman de Booth Tarkington paru en 1918 qui valut à son auteur le prix Pulitzer du Roman en 1919. Il est le second opus de la trilogie Growth et a été adapté par Orson Welles en 1942.

## Intrigue
L’histoire se déroule dans une version largement fictive d’Indianapolis, et une grande partie a été inspirée par le quartier de Woodruff Place,. [1][2]
Le roman et la trilogie retracent la croissance des États-Unis à travers le déclin de la fortune de trois générations de la famille aristocratique Amberson dans un quartier huppé d’Indianapolis entre la fin de la guerre civile et le début du XXe siècle, une période d’industrialisation rapide et de changement socio-économique en Amérique. Le déclin des Amberson contraste avec la fortune croissante des magnats de l’industrie et d’autres familles de nouveaux riches, qui tirent leur pouvoir non pas des noms de famille mais en « faisant des choses ».